# 한스 알베르트 아인슈타인
한스 알베르트 아인슈타인(독일어: Hans Albert Einstein, 영어: Hans Albert Einstein 한스 앨버트 아인스타인[*], 1904년 5월 14일 ~ 1973년 7월 26일)은 토목공학자이다.
알베르트 아인슈타인(Albert Einstein)과 밀레바 마리치(Mileva Marić) 사이의 2남 1녀 가운데 둘째이며 첫째 아들이며 퇴적물운반(sediment transport)에 관한 연구로 유명하다.

## 삶과 직업
한스 알베르트 아인슈타인은 그의 아버지 알베르트 아인슈타인이 특허 사무소에서 일했던 스위스 베른에서 태어났다. 그의 아버지는 독일계 유대인 후손이고 어머니는 세르비아인이었다. 한스 알베르트 아인슈타인의 남동생인 에두아르트 아인슈타인(Eduard Einstein)은 1910년에 태어나 1965년에 사망하였다. 그의 누나로 알베르트 아인슈타인과 밀레바 마리치의 첫째 아이인 리제를 아인슈타인(Lieserl Einstein)에 대해서는 알려지지 않았다. 그들의 부모님은 5년동안 떨어져 산 뒤 1919년에 이혼하였다.
1927년 프리다 크네흐트(Frieda Knecht)와 결혼하였는데 아이러니하게도 알베르트 아인슈타인은 그의 부모님이 밀레바를 탐탁찮아했던 것처럼 프리다를 탐탁찮아했다. 한스 알베르트는 프리다의 사이에 네 명의 아이를 두었다. — 베른하르트 시저 아인슈타인(Bernhard Caesar Einstein, 1930–2008)은 물리학자이자 공학자였다. 클라우스 마틴(Klaus Martin Einstein, 1933–1939)은 디프테리아로 사망하였다. 데이비드(David Einstein, 1939)는 태어난지 한 달만에 죽었다. 그들은 태어난지 얼마 안 된 여자 아기였던 이블린 아인슈타인(Evelyn Einstein, 1941–2011)을 입양하였다. 부인인 프리다는 1958년 사망하였고, 한스 알베르트는 엘리자베스 로보즈(Elizabeth Roboz)와 재혼하였다.
한스 알베르트는 그의 아버지의 발자취에 따라 스위스 취리히에 있는 취리히 연방 공과대학교에서 공부하였다. 1926년, 그는 토목공학으로 학위를 받았다. 1926년부터 1930년까지 도르트문트(Dortmund)의 다리 프로젝트의 철강 설계사로 근무했다. 1936년 한스 알베르트는 기술과학 박사학위를 받았다. 그의 박사 논문인 "Bed Load Transport as a Probability Problem"은 소류사 이송분야에서의 결정적인 작업으로 여겨진다.
그의 아버지인 알베르트 아인슈타인은 1933년 맹목적인 반유대주의인 나치의 위협을 피하기 위해 독일을 떠났다. 아버지의 충고에 따라, 한스 알베르트는 1938년 스위스에서 그린빌로 이민을 갔다. 그는 1938년부터 1943년까지 퇴적물운반을 연구하며 미국 농무부(USDA)에서 근무하였다. 1943년부터 그는 캘리포니아 공과대학에서 USDA를 위해 일을 계속하였다. 1947년 한스 알베르트는 캘리포니아 대학교 버클리에서 수리공학(hydraulic engineering) 조교수의 자리를 얻었다. 그는 정교수, 명예교수로 계속 경력을 쌓았다. 한스 알베르트는 전세계에서 개최되는 수리공학 학술대회에 참석하였다. 1973년 7월 26일 매사추세츠의 우즈홀(Woods Hole) 시에서 개최된 학술 대회에서 심혈관증상으로 갑자기 의식을 잃고 사망하였다.
한스 알베르트는 삶을 즐겼다. 그는 보트타는 것을 좋아하여 동료들과 가족들과 함께 자주 샌프란시스코 만으로 놀러 갔다. 다수의 견학과 학술 여행에서 찍은 수천 장의 사진을 직접 현상하여 슬라이드 쇼로 발표하였다. 그는 또한 음악을 사랑하여 플루트와 피아노를 연주하였다.

## 명예
수리공학 분야에 대한 평생의 공헌에 대한 헌사로, 1972년 그의 전 대학원생들이 Sedimentation: Symposium to Honor Professor H.A. Einstein을 출판하였다. 그는 또한 캘리포니아 공과대학에서 Professor of Hydraulic Engineering, Emeritus라는 칭호를 받았다.
1988년, 미국 토목공학회(American Society of Civil Engineers)에서는 침식 제어, 퇴적물, 수로 개발에 뛰어난 성과를 널리 알리기 위해 한스 알베르트 아인슈타인 상(Hans Albert Einstein Award)을 제정하였다.

## 참고 문헌
- "The bed-load function for sediment transportation in open channel flows", Einstein, H. A., United States Department of Agriculture Technical Bulletin 1026, Washington DC, 1950
- H. A. Einstein, Hsieh Wen Shen, Sedimentation: symposium to honor H. A. Einstein, edited and published by Wen Shen Hsieh, University of California, 1972